# Karen Hendrix
Karen Hendrix (Antwerpen) is een Belgisch beeldend kunstenaar die actief is als sieraadontwerper.

## Biografie
Hendrix is opgeleid aan de Koninklijke Academie voor Schone Kunsten van Antwerpen. Na afronding van de opleiding in 1984 ontwerpt zij samen met Katrin Wouters twee sieradencollecties per jaar onder het label Wouters & Hendrix. Elk sieraad wordt verpakt in een doos versierd met twee reproducties van de Venus van Willendorf.